# Мара Исая
Мария (Мара) Исая (на македонска литературна норма: Марија, Мара Исаја) е известна актриса от Република Македония.

## Биография
Исая е родена в Плоещ, Кралство Румъния през 1927 г. в семейството на печалбар от Тетово. Само на 16 години се записва в Консерваторията за драматично изкуство в Букурещ, а паралелно с това учи в гимназия. Като една от най-добрите студентки завършва на 18 години. Първият ѝ актьорски ангажимент е в Народния театър в Букурещ, в който членува до 1951 г., когато заедно със семейството си заминава за Югославия и работи в Румънския театър във Вършац, Сърбия. В 1954 година се установява в Народна република Македония и десет години до 1964 година работи в Македонския народен театър. През 1964 година, заедно с една голяма група изтъкнати актьори театъра преминава в тогавашния Младежко-детски театър, днес Драматичен театър. В продължение на три десетилетия Исая изиграва множество театрални и филмови роли. Една от главните ѝ роли е в антологията „Столове“ на Йонеско, където играе заедно с брат си Йон Исая през 1980 г.
Мара Исая е носителка на наградата 13 ноември, а през 2005 г. на театралния фестивал „Войдан Чернодрински“ в Прилеп получава награда за цялостно творчество.
Умира на 23 октомври 2006 година в Скопие, Република Македония.

## Филмография
- „Цървеният кон“,
- „Мирно лято“,
- „Изправи се, Делфина“,
- „Мементо“,
- „Планината на гнева“.

## Избрана театрография
- Майката на Драшко (Парадоксът на Диоген, 1961);
- Майката (Кървави сватби, 1962);
- Госпожа Хигинс (Пигмалион, 1962);
- Госпожа Дойл (Кой ще спаси орача, 1966);
- Бабата Ана (Хайди, 1973);
- Велика (Бегълка, 1976);
- Старицата (Столове, 1980).[2]

## Награди
- Награда за най-добра епизодична роля на Фестивала на югославския игрален филм, за ролята във филма „Планината на гнева“ (Пула, 1965);
- Награда на Фестивала на югославския игрален филм за най-добра епизодична роля във филма „Мементо“ (Пула, 1967);
- Награда за цялостно творчество 39 Македонски театрален фестивал „Войдан Чернодрински“ (Прилеп, 2004).[2]